# Fodboldens historie
Fodboldens historie startede muligvis i det gamle Ægypten, hvorfra man har fundet bolde lavet af læder, træ og papyrus 2000 f.Kr.  Boldspil er også blevet fundet i Kina, i antikken samt hos aztekerne og mayaerne.
Nogle af de tidligste spor fra fodbold stammer fra antikken i det 3. århundrede og 2. århundrede fr.K. Disse estimerede dateringer stammer fra krigsmanualer fra Han-dynastiet.
Tidlige udgaver af spillet er ts'uh Kúh, som også kaldes tsh chu eller luju, hvilket handler om at sparke en bold med fødderne i en kurv af forskellige materialer. De skulle tackle modspillerne i at få bolden. Også i Fjernøsten har der i fem eller seks århundreder været et navngivet spil, der minder om fodbold. Der er en japansk variant kaldet kemari, som havde en ceremoniel karakter. Spillet handler om at have bolden i luften og skal gives til andre modspillere. I middelhavsområdet var to spil fremme: harpastum i Romerriget og episkyros i Antikkens Grækenland.
Episkyros var et spil, som mange ville deltage i. Det handlede om at aflevere en bold til hinanden. Det var meget populært i 700- og 800-tallet[kilde mangler]. Spillet spredte sig til De Britiske Øer, men der var tvivl om spillets mening.
Under opdagelsestiden blev sport fra Den Nye Verden kendt. Mesoamerikansk boldspil kan dateres til 3000 fr.K. I Grønland har man også spillet boldspil, mens Oceanien har haft spil, der minder om australsk fodbold. I USA har der været primitive folk, der spillede spil som pasuckuakohowog, og der har også været asqaqtuk i Alaska. I Amazonas' bolivianske område har der været boldspil, hvor man skulle sparke bolden mellem to stykker træ uden at bruge hænder.
I middelalderen har man spillet noget, der mindede om fodbold, men med andre regelsæt, især på De Britiske Øer. Det første skrevne bevis på fodbold stammer fra 1170, hvor William FitzStephen forklarer, at fodbold skal hjælpe de unge londonere. Middelalderfodbold var spillet på de Britiske Øer og var uden kontrol. Antallet af deltagere var højt, og det var nærmest som en slags krig med vold, dog var dødsfald ikke tilladt. Der har været hypoteser om, at spillet kommer fra det nordlige Frankrig. Nogle har praktiseret spillet under fasten, hvoraf en kendt festival var Ashbourne Shrovetide Football, som blev spillet af engelske folk fra Ashbourne. Folk på holdene var fra forskellige byer og fra río Henmore. Meningen var spillet var at sparke en bold til det modsatte mål, der var en sten, der skulle rammes tre gange ved en sø. Mængden af vold i spillet fik Edvard 2. af England til at forbyde det i 1314, men det blev fortsat spillet illegalt. I løbet af det 16. århundrede var der varianter af middelalderfodbold, som blev spillet på britiske kostskoler, hvilket var en del af undervisningen, og som blev kontrolleret af skolebestyrelsen.
I Europa fandtes også boldspil som La Soule i Frankrig, der blev spillet på landet, i skove og på baner. Bolden skulle tilbage til et præcist sted, f.eks. et bål. Nogle gange skulle boldens materiale ligge i vand. Det var en hård kamp. Et instrument i spillet var en bold lavet af læder, et underliv af en gris med hø, en bold lavet af stof eller træ. Det ældste dokument, der bevidner La Soule, er Karl 5. af Frankrigs nedskrivninger fra 3. april 1365, hvor der blandt andet står: "Spillet hjælper med at styrke kroppen". I 1440 forbød en præst fra Tréguier spillet, fordi det var blevet spillet længe før, og enkelte spillere blev truet med bandlysning af kirkefællesskabet og 100 bøder. Folk holdt rigtig meget af spillet i denne periode, og det skulle høste frugten til at afslutte spillet.
I løbet af det 18. århundrede og 19. århundrede havde de forskellige universiteter forskellige regler. La Soule holdt til 1800-tallet til britisk traditionel folkefodbold, der har været spillet helt tilbage i 1300-tallet. Disse slags boldspil var i perioden 1314 til 1600-tallet dog været voldsommere med dødsfald og skade til følge. Spillene blev derfor mødt af forbud fra myndighederne. Spillene havde heller ingen ensartede regler og heller ikke alle kunne deltage til hver en tid. Spillets udvikling startede muligvis i 1853, da The Football Association blev grundlagt. Meningen med spillet var, at bolden blev drevet mod det udpegede mål, hvilket kunne ske på forskellige måder, lige fra at bruge kæppe til at ride på hest. I 1800-tallet ændrede spillet sig i Storbritannien på de kostskoler, det blev spillet på. På de forskellige kostskoler udvikledes der forskellige regler. I 1863 indkaldte John Cartwright de forskellige kostskoler til Cambridge for at lave et fælles sæt regler. Alle undtagen Rugby-skolen gik ind for at forbud mod at spænde ben og træde på modstanderen, da de mente dette var for farligt. Rugby-skolen grundlagde sin egen Rugby-union, som gik ind for deres egne forslag. Indtil 1880'erne var fodbold en mandesport, da kvindefodbold kom til. Dog blev det betragtet med mild latterliggørelse. Calcio florentino var en populært sport i Italien, og den blev også spillet på nogle engelske kostskoler.
Fodbold blev pga. politiske forhold mellem verdensdelene hurtigt spredt, for hvor man ville slås, ville man også spille fodbold. Spillet udviklede sig mest i Syd- og Mellemeuropa, hvor antallet af tilskuere steg og steg. Briterne bragte spillet til Sydamerika, her udviklede sydamerikanerne deres egen spillestil og overhalede hurtigt europæerne. Den første internationale kamp blev spillet i 1872 mellem England og Skotland i Glasgow. Det internationale fodbold fortsatte, da fodbold kom med i de olympiske lege og det internationale fodboldforbund, FIFA, blev dannet.

## I dag
I dag er fodbold konstant vokset fra denne tidlige periode og er verdens mest populære sportsgren med mere end 270 millioner aktive spillere. Siden år 2000 har der været verdensmesterskabet for klubhold i fodbold, som skulle spilles på forskellige kontinenter. Der har både været denne og Copa Intercontinental spillet. Siden 2005 har førstnævnte erstattet sidstnævnte og er den største turnering for klubhold.